# Zlatko Dedič
Zlatko Dedič (* 5. Oktober 1984 in Bihać, SFR Jugoslawien, heute Bosnien und Herzegowina) ist ein ehemaliger slowenischer Fußballspieler.

## Karriere

### Verein
Als Spieler der AC Parma (ab 2004 FC Parma) wurde Dedič zur Saison 2004/05 an den italienischen Zweitligisten FC Empoli in der Saison 2004/05, später, zur Rückrunde der Saison 2005/06, an die US Cremonese ausgeliehen. Sein Debüt in der Serie A gab er für die AC Parma am 21. September 2005 beim 4:1-Sieg gegen die AS Rom. Im Januar 2007 verließ Dedič Parma und wechselte zu Frosinone Calcio in der Serie B. Im Januar 2008 wurde er an die Serie-B-Mannschaft Piacenza Calcio ausgeliehen, bei der er das Trikot mit der Nummer 9 von Daniele Cacia übernahm, der zum AC Florenz gewechselt war.
Am 3. Juni 2009 verließ Dedič Frosinone Calcio und Italien, um beim deutschen Erstligisten VfL Bochum einen bis zum 30. Juni 2013 laufenden Vertrag zu unterzeichnen. Am 31. August 2011 wurde er für ein Jahr an Dynamo Dresden ausgeliehen. Mit 13 Saisontoren in 27 Spielen war er am Klassenerhalt der Dresdner in der 2. Bundesliga beteiligt. Nach dieser Saison endete die Leihe und Dedič kehrte zum VfL Bochum zurück, für den er in 30 Ligaeinsätzen acht Treffer erzielte. Als im Sommer 2013 sein Vertrag in Bochum ausgelaufen war, schloss er sich wieder seinem vorherigen Leihverein Dynamo Dresden an und unterschrieb dort einen Zweijahresvertrag. Zur Saison 2014/15 verpflichtete ihn der FSV Frankfurt. Nach dem Abstieg des FSV in die 3. Liga verließ er den Verein im Sommer 2016 und schloss sich für zwei Jahre dem SC Paderborn 07 an.
Im Juli 2017 wechselte er nach einer vorzeitigen Vertragsauflösung in Paderborn zum österreichischen Zweitligisten FC Wacker Innsbruck, bei dem er einen bis Juni 2018 laufenden Vertrag erhielt. Mit Innsbruck stieg er 2018 in die Bundesliga auf. Mit Wacker musste er 2019 wieder aus der Bundesliga absteigen.
Nach dem Abstieg wechselte er zur Saison 2019/20 zum Bundesligisten WSG Tirol. In zwei Spielzeiten in Wattens kam er zu 55 Bundesligaeinsätzen, in denen er 17 Tore erzielte. Nach der Saison 2020/21 verließ er die WSG. Nach einem halben Jahr ohne Verein beendete der Stürmer im Februar 2022 schließlich im Alter von 37 Jahren seine Karriere.

### Nationalmannschaft
Dedič spielte ab der U-16 für sämtliche slowenische Jugendnationalmannschaften. Er debütierte am 18. August 2004 in Ljubljana für die A-Nationalmannschaft beim 1:1 im Freundschaftsspiel gegen Serbien und Montenegro, als er in der 67. Spielminute für Jalen Pokorn eingewechselt wurde. Seinen ersten Länderspieltreffer erzielte er am 6. September 2008 in Breslau beim 1:1 gegen die polnische Auswahl im Qualifikationsspiel zur Weltmeisterschaft 2010. In der Qualifikation kam Dedič zu neun Einsätzen und belegte mit der slowenischen Nationalelf den zweiten Platz. In der Relegation traf Slowenien auf Russland; im Rückspiel in Maribor am 18. November 2009 erzielte Dedič den 1:0-Siegtreffer und sicherte der slowenischen Elf die Teilnahme an der WM-Endrunde.

## Sonstiges
Dedič ist mit einer Slowenin verheiratet und hat eine Tochter und einen Sohn.

## Erfolge
- Bester Spieler der Ersten Liga: 2018